# Lindö naturreservat
Lindö är ett naturreservat i Kalmar kommun i Småland.
Lindö är skyddat sedan 1999 och är 130 hektar stort varav 44 hektar är landareal. Reservatet är beläget på nordöstra delen av Skäggenäshalvön i Kalmarsund drygt två mil norr om Kalmar.
Halvön är till största delen bevuxen av barrskog. Där finns även omväxlande odlingslandskap, lövskogar och strandängar. Reservatet utgörs av en rad olika naturtyper som ekskog, blandädellövskog, igenväxande hagmark med gammal ek och lind, tallskog, våtmarker av olika slag samt havsstrandsvegetation. Området hyser ett rikt djur- och växtliv med många hotade och sällsynta arter, särskilt inom grupperna fjärilar och skalbaggar. 